# Lunnertunnel
Der Lunnertunnel ist ein einröhriger Straßentunnel zwischen Bruvoll und Tveitmarka in der Kommune Lunner in der norwegischen Fylke (Provinz) Akershus. Er ist im Verlauf der Europastraße 16 3811 Meter lang.